# The Blonde from Singapore
Pour plus de détails, voir Fiche technique et Distribution.
The Blonde from Singapore est un film américain réalisé par Edward Dmytryk, sorti en 1941.

## Synopsis
Un duo d'aventureux découvre des perles précieuse mais l'arrivée d'une jeune femme va perturber leur plan. 

## Fiche technique
- Titre : The Blonde from Singapore
- Réalisation : Edward Dmytryk
- Scénario : George Bricker et Houston Branch
- Direction artistique : Lionel Banks
- Photographie : L. William O'Connell
- Société de production : Columbia Pictures
- Pays de production : États-Unis
- Format : Noir et blanc - 1,37:1 - Mono
- Genre : aventure
- Date de sortie : 1941

## Distribution
- Florence Rice : Mary Brooks
- Leif Erickson : Terry Prescott
- Gordon Jones : 'Waffles' Billings
- Don Beddoe : Sgt. Burns
- Alexander D'Arcy : Prince Sali
- Adele Rowland : Sultana
- Lumsden Hare : Reginald Belvin
- Emory Parnell : Capitaine Nelson